# راجه پرویز اشرف
راجه پرویز اشرف (متولد ۲۶ دسامبر ۱۹۵۰) در استان سند پاکستان از مردان سیاسی و عضو حزب مردم پاکستان است. وی از ۲۲ ژوئن ۲۰۱۲ به عنوان هفدهمین نخست وزیر تاریخ ۶۵ ساله پاکستان رای اعتماد گرفت.

## زندگینامه
اشرف در سانگهر در جنوب استان سند متولد شد و در سال ۱۹۷۰ از دانشگاه سند فارغ التحصیل شد. وی دارای دو دختر و دو پسر است.

## کارنامه سیاسی
- نماینده مجمع ملی:اشرف دو بار از حوزه انتخابیه راولپندی در شمال پنجاب (پاکستان) انتخاب شده است.[۲]
- وزارت:بعد از پیروزی حزب مردم پاکستان در انتخابات مجمع ملی پاکستان در سال ۲۰۰۸ به عنوان وزیر آب و نیرو در دولت یوسف رضا گیلانی انتخاب شد و تا ۱۹ فوریه ۲۰۱۱ در این پست باقی‌ماند ولی با ترمیم کابینه از این مقام کنار گذاشته شد.
- نخست وزیری: یوسف رضا گیلانی در ۱۹ ژوئن ۲۰۱۲ از مقام نخست وزیری برکنار شد. دو ماه پیش از آن دیوان عالی گیلانی را به دلیل عدم اجرای دستور قضایی برای از سرگیری پیگرد آصف علی زرداری به اهانت به دادگاه متهم کرد.پس از برکناری نخست وزیر مخدوم شهاب الدین از طرف حزب مردم پاکستان نامزد احراز پست و از طرف رئیس جمهور زرداری به مجلس معرفی شد ولی بر اساس شکایت سازمان مواد مخدر دادگاهی در پاکستان برای شهاب الدین [۳]و همچنین علی موسی گیلانی فرزند نخست وزیر سابق حکم بازداشت صادر کرد و در نتیجه اشرف از طرف حزبش نامزد پست نخست وزیری شد.

در ۲۲ ژوئن در برابر تنها یک رقیب یعنی سردار مهتاب احمد خان عباسی از حزب مخالف مسلم لیگ با ۲۱۱ رای از مجموع ۳۴۲ رای به مقام نخست وزیری رسید.

## اتهام رشوه خواری
وی متهم به دریافت رشوه در هنگام واگذاری پروژه های انرژی در زمان وزارتش می باشد.